# Gustav von Bonin (General)
Gustav Bogislav von Bonin (* 23. Januar 1843 in Magdeburg; † 28. Juni 1905 in Blankenburg) war ein preußischer Generalmajor und Kommandeur der 12. Kavallerie-Brigade.

## Leben

### Herkunft
Gustav entstammte dem alten hinterpommerschen Adelsgeschlecht von Bonin. Er war der zweite Sohn des gleichnamigen Finanzministers Gustav von Bonin (1797–1878) und dessen Ehefrau Maria, geborene Keller (1814–1849). Der sächsisch-coburg-gothaische Staatsminister Gisbert von Bonin (1841–1913) war sein älterer Bruder.

### Militärkarriere
Nach dem Besuch des Kadettenkorps wurde Bonin am 25. April 1861 als charakterisierter Fähnrich dem 3. Garde-Ulanen-Regiment der Preußischen Armee überweisen. Bis Mitte November 1862 avancierte er zum Sekondeleutnant, war von 1864 bis 1869 Regimentsadjutant und machte als solcher den Deutschen Krieg mit. Am 8. Mai 1869 stieg er zum Premierleutnant auf und kämpfte 1870/71 im Krieg gegen Frankreich. Für sein Wirken erhielt Bonin das Eiserne Kreuz II. Klasse.
Nach dem Krieg wurde er am 11. Februar 1875 zum Rittmeister befördert und am 15. Juni 1875 zum Chef der 5. Eskadron in Potsdam ernannt. Am 13. Januar 1885 folgte seine Kommandierung als Adjutant der Garde-Kavallerie-Division. Bonin erhielt am 14. April 1885 den Charakter als Major und am 12. Mai 1887 das Patent zu seinem Dienstgrad. Er kam am 27. Januar 1888 als etatsmäßiger Stabsoffizier in das Magdeburgischen Husaren-Regiments Nr. 10. Dort wurde er am 18. November 1890 zum Oberstleutnant befördert und am 22. März 1891 mit der Führung des Regiments beauftragt. Am 16. Mai 1891 erfolgte seine Ernennung zum Regimentskommandeur. Bonin stieg am 17. Juni 1893 zum Oberst auf und wurde am 14. Juni 1895 unter Stellung à la suite seines Regiments zum Kommandeur der 12. Kavallerie-Brigade in Neiße ernannt. In dieser Eigenschaft erhielt er Anfang Oktober 1895 den Kronen-Orden II. Klasse und avancierte am 22. März 1897 zum Generalmajor. In Genehmigung seines Abschiedgesuches wurde Bonin am 24. Mai 1898 mit Pension zur Disposition gestellt.
Er starb am 28. Juni 1905 in Blankenburg am Harz.

### Familie
Bonin heiratete am 17. Dezember 1881 Marie Plehn (1863–1917). Aus der Ehe ging die Tochter Marie (1884–1973) hervor, die 1910 Joachim von Thümen (1876–1917) heiratete. Deren einziger Sohn Achaz-Albrecht von Thümen (1911–1998) wurde später Kanzler der Johann-Wolfgang-Goethe-Universität Frankfurt am Main.